# Ilam (Nouvelle-Zélande)
Pour les articles homonymes, voir Ilam (homonymie).
Ilam est une banlieue vivante de la cité de Christchurch, située dans l’île du Sud de la Nouvelle-Zélande.

## Localisation
Elle se situe à environ 5 kilomètres à l’ouest du centre-ville de Christchurch.

## Municipalités limitrophes
C’est le siège de l’Université de Canterbury.
Elle est localisée juste à côté du trajet de la route: State Highway 1/S H 1  et de l’ aéroport international de Christchurch,
C’est donc un endroit pratique pour les transports.
Ilam est aussi située tout près de la zone majeure de vente au détail de la banlieue de Riccarton.

## Toponymie
La banlieue fut dénommée d’après une maison ancestrale de l’honorable John Charles Watts-Russell (en) (1825–75), qui vint du secteur de Ilam Hall (en) dans le Staffordshire en Angleterre. Il s’installa dans la région de Canterbury en 1850, arrivant par le bateau nommé Sir George Seymour  et donna le nom à sa propriété d' Ilam . La maison Ilam était en 1950 habitée par le recteur du Collège de Canterbury, Henry Rainsford Hulme (en). En 1954, la maison gagna en notoriété dans la mesure où la fille de 16 ans de Hulme, Juliet est impliquée dans le cas de l'affaire du meurtre Parker–Hulme. Le domicile fut aussi utilisé comme localisation principale pour le tournage du film de Peter Jackson à propos du meurtre nommé créatures diaboliques. La maison est le siège du club de l’University of Canterbury Staff depuis 1971.

## Démographie
Le secteur d'Ilam, comprenant les zones statistiques d’Ilam North, Ilam South et Ilam University, couvre 3,37 km2.
Le secteur a une population estimée à  9 810 résidents en juin 2021 avec un densité de population de  2 911 personnes par km2.
La localité d’Ilam avait une population de 9 357 habitants lors du recensement de 2018, en augmentation de 357 personnes (4,0 %) depuis le recensement de 2013, et une augmentation de 825 personnes (9,7 %) depuis celui  de 2006. 
Il y avait 2 628 logements. 
On comptait 4 881 hommes et 4 473 femmes, donnant un sexe ratio de 1.09 homme pour une femme, avec 1 083 personnes (11,6 %) âgées de moins de 15 ans, 4 293 personne (45,9 %) âgées de 15 à 29 ans, 2 931 personnes (31,3 %) âgées de 30 à 64 ans, et 1 053 personnes (11,3 %) âgées de 65 ans ou plus.
L’ethnicité était pour 67,8 % européens/Pākehā, 5,9 % Māori, 2,3 % personnes du Pacifique, 28,5 % asiatiques, et 3,2 % d’une autre ethnicité (le total peut faire plus de 100 % dans la mesure où une personne peut s’identifier à de multiples ethnicités).
La proportion de personnes nées outre-mer était de 37,8 %, comparée  avec les 27,1 %  au niveau  national.
Bien que certaines personnes objectent à donner leur religion, 51,2 % n’avaient aucune religion, 35,3 % étaient  chrétiens, 1,9 % étaient hindouistes, 2,2 % étaient musulmans, 1,8 % étaient bouddhistes et 2,7 % avaient une autre religion.
Parmi ceux d’au moins 15 ans d’âge, 2 352 personnes (28,4 %) avaient un niveau de bachelier ou un degré supérieur et 507 personnes (6,1 %)  n'avaient aucune qualification formelle. 
Le statut d’emploi de ceux d’au moins 15 ans d’âge était pour 2 790 personnes (33,7 %) : un emploi à temps complet, pour 1 599 personnes (19,3 %)  était un emploi à temps partiel , et 468 personnes (5,7 %) étaient sans emploi.
| Nom              | Population | logements | âge médian | revenus médian |
| ---------------- | ---------- | --------- | ---------- | -------------- |
| Ilam North       | 3729       | 1218      | 30,3 ans   | $24,100        |
| Ilam South       | 3204       | 1041      | 30,3 ans   | $22,900        |
| Ilam University  | 2424       | 369       | 20,2 ans   | $7,900         |
| Nouvelle-Zélande |            |           | 37,4 ans   | $31,800        |

## Éducation
- Cobham Intermediate School (en) est une école mixte localisée sur Ilam Road, qui assure l’éducation des enfants des années 7 et 8.

Avec un effectif de 726 élèves, c’est la plus importante des  intermediate school de l’Île du Sud. Elle a un taux de décile de 8. Les anciens élèves notables son John Key et Hayley Westenra.
- L’école Ilam Primary School, aussi localisée au niveau d'Ilam Road, est une  école primaire située tout près de l’université de Canterbury, dont l’école utilise les installations. L’école enseigne à de nombreux enfants venant d’outre-mer. Elle a un effectif de 483 élèves et un taux de décile de 7 [6],[7].

- L’école Westburn School est une école publique, mixte, contribuant au primaire (allant des années 1 à 8) avec un effectif de 475 élèves et un taux de décile de 9[8]. L’école fut fondée en 1961.

- La Canterbury Japanese Supplementary School (カンタベリー日本語補習校 Kantaberī Nihongo Hoshūkō), est une école japonaise complémentaire, et tient ses classes au niveau de Ilam School dans la banlieue d’Ilam [9].